# Ralf & Florian
| Recensione | Giudizio |
| ---------- | -------- |
| AllMusic   |          |

Ralf & Florian è il terzo album in studio del gruppo musicale tedesco Kraftwerk, pubblicato nel 1973 dalla Philips Records.
Si tratta dell'ultimo disco realizzato come duo composto da Ralf Hütter e Florian Schneider, oltre che il primo edito per il mercato internazionale, in questo caso da parte della Vertigo Records.

## Descrizione
In linea con i precedenti, si tratta di un album perlopiù strumentale tranne nei casi di Tanzmusik, caratterizzata da cori, e Ananas Symphonie, brano in cui il gruppo si cimenta per la prima volta nell'utilizzo del vocoder.
il disco si rivelò fondamentale dal punto di vista dell'affermazione delle sonorità dei Kraftwerk, essendo infatti caratterizzato da un uso sempre più massiccio degli strumenti elettronici, marchio di fabbrica del gruppo da questo momento in poi.
L'album include all'interno del libretto delle illustrazioni realizzate dal disegnatore e collaboratore grafico Emil Schult rappresentanti le sei tracce che lo compongono.

## Tracce
Musiche di Ralf Hütter e Florian Schneider.
Di seguito, a fianco della durata, sono annotati i sottotitoli presenti nell'edizione internazionale.
Lato A
1. Elektrisches Roulette – 4:20 – Electric Roulette
2. Tongebirge – 2:50 – Mountain of Sound
3. Kristallo – 6:20 – Crystals
4. Heimatklänge – 3:45 – Bells of Home

Lato B
1. Tanzmusik – 6:35 – Dance Music
2. Ananas Symphonie – 13:55 – Pineapple Symphony

## Formazione
Crediti tratti dall'edizione LP.
Musicisti
- Kraftwerk – voce, tastiera, archi, strumenti a fiato, batteria, elettronica

Produzione
- Ralf Hütter – produzione, copertina
- Florian Schneider – produzione, copertina
- Conrad Plank – ingegneria del suono
- Barbara Niemöller – fotografia a colori

## Classifiche
| Classifica (1975) | Posizione massima |
| ----------------- | ----------------- |
| Stati Uniti       | 160               |